# (2463) Sterpin
(2463) Sterpin est un astéroïde de la ceinture principale.

## Description
(2463) Sterpin est un astéroïde de la ceinture principale. Il fut découvert le 10 mars 1934 à Williams Bay par George Van Biesbroeck. Il présente une orbite caractérisée par un demi-grand axe de 2,60 UA, une excentricité de 0,15 et une inclinaison de 13,4° par rapport à l'écliptique.

## Compléments